# Wektor powierzchni

Rys. 1

Wektor powierzchni – wektor (właściwie pseudowektor) o wartości równej polu powierzchni i o kierunku prostopadłym do tej powierzchni. Dla powierzchni o zorientowanym brzegu zwrot wektora powierzchni określa reguła śruby prawoskrętnej. Wektor ten można określić dla dowolnej płaskiej ograniczonej powierzchni
{\displaystyle {\vec {A}},\qquad [{\vec {A}}]=\operatorname {m} ^{2}.}

## Przypadek nieskończenie małego wycinka powierzchni

Rys. 2

Jeżeli powierzchnia {\displaystyle A} jest zakrzywiona, można określić wektor powierzchni {\displaystyle {\vec {dA}}} dla nieskończenie małego wycinka tej powierzchni {\displaystyle dA} (rys. 2).

## Wektor zakreślanego pola

Rys. 3

Dla powierzchni zakreślanej przez wektor wodzący {\displaystyle {\vec {r}},} dla niewielkiej zmiany tego wektora {\displaystyle dr,} można zapisać
{\displaystyle {\overrightarrow {dA}}={\frac {{\vec {r}}\times \left({\vec {r}}+d{\vec {r}}\right)}{2}}={\frac {{\vec {r}}\times {\vec {r}}+{\vec {r}}\times d{\vec {r}}}{2}}={\frac {0+{\vec {r}}\times d{\vec {r}}}{2}},}
czyli ostatecznie
{\displaystyle {\overrightarrow {dA}}={\frac {{\vec {r}}\times d{\vec {r}}}{2}}.}

## Zastosowanie
Wektor powierzchni, szczególnie w postaci różniczkowej, znalazł zastosowanie, m.in. w fizyce przy definiowaniu
- prędkości polowej,
- strumienia pola wektorowego, np. strumienia pola magnetycznego czy strumienia elektrycznego. Strumień w pewnym punkcie oblicza się mnożąc skalarnie daną wielkość wektorową (np. natężenie pola elektrycznego) przez wektor powierzchni w tym punkcie.